# American Falls (Idaho)
American Falls és una població dels Estats Units a l'estat d'Idaho. Segons el cens del 2000 tenia 4.111 habitants.

## Demografia
Segons el cens del 2000, American Falls tenia 4.111 habitants, 1.429 habitatges, i 1.063 famílies. La densitat de població era de 1.030,7 habitants per km².
Dels 1.429 habitatges en un 40,9% hi vivien nens de menys de 18 anys, en un 58,1% hi vivien parelles casades, en un 11,8% dones solteres, i en un 25,6% no eren unitats familiars. En el 22,6% dels habitatges hi vivien persones soles l'11,3% de les quals corresponia a persones de 65 anys o més que vivien soles. El nombre mitjà de persones vivint en cada habitatge era de 2,84 i el nombre mitjà de persones que vivien en cada família era de 3,34.
Per edats la població es repartia de la següent manera: un 33,7% tenia menys de 18 anys, un 8,9% entre 18 i 24, un 24,8% entre 25 i 44, un 20,3% de 45 a 60 i un 12,2% 65 anys o més.
L'edat mediana era de 30 anys. Per cada 100 dones de 18 o més anys hi havia 92 homes.
La renda mediana per habitatge era de 30.955 $ i la renda mediana per família de 35.435 $. Els homes tenien una renda mediana de 27.317 $ mentre que les dones 21.209 $. La renda per capita de la població era de 12.891 $. Aproximadament el 12,7% de les famílies i el 17,3% de la població estaven per davall del llindar de pobresa.

## Poblacions més properes
El següent diagrama mostra les poblacions més properes.